# Hémilly

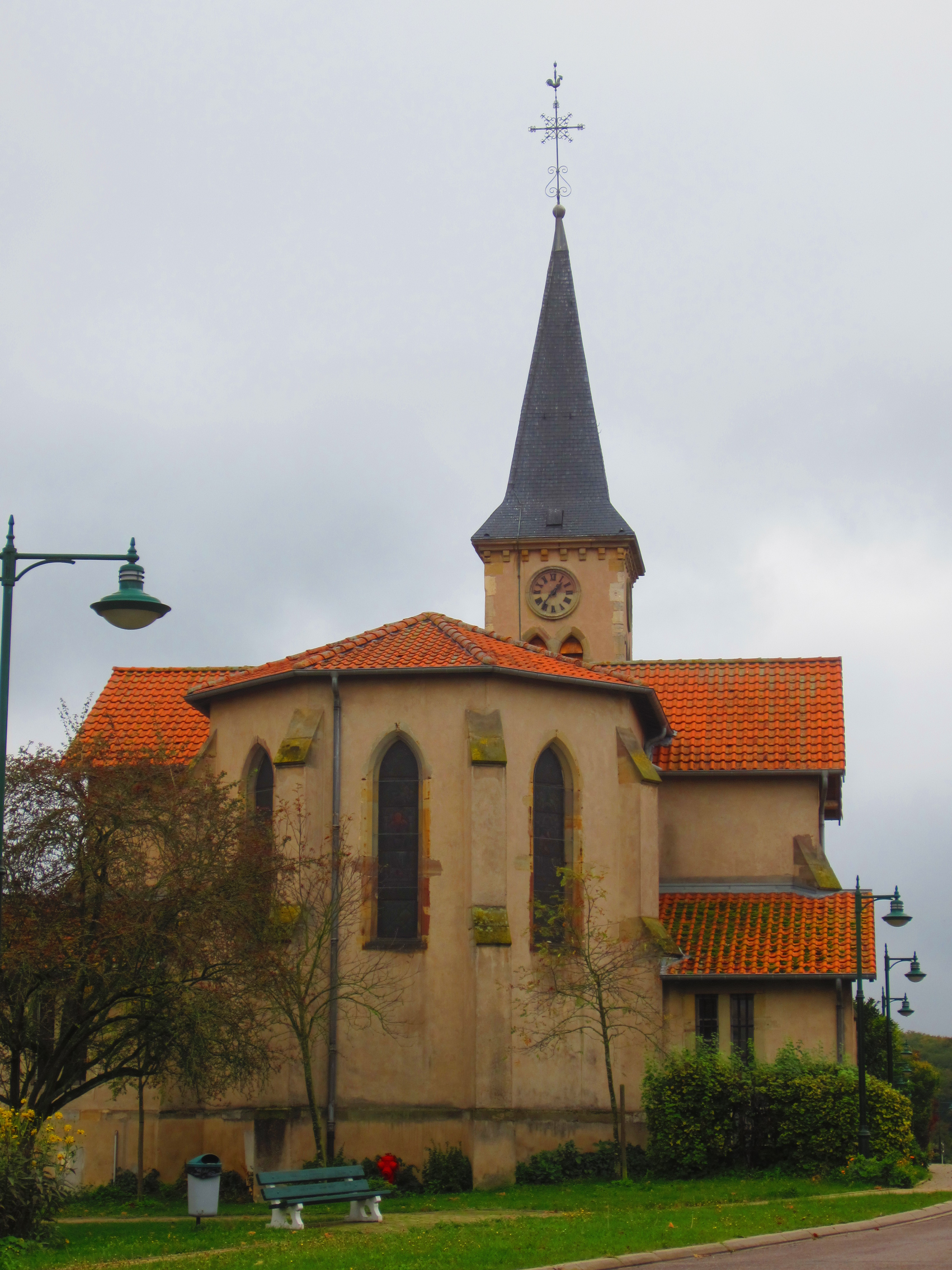
Kirche St. Hubert

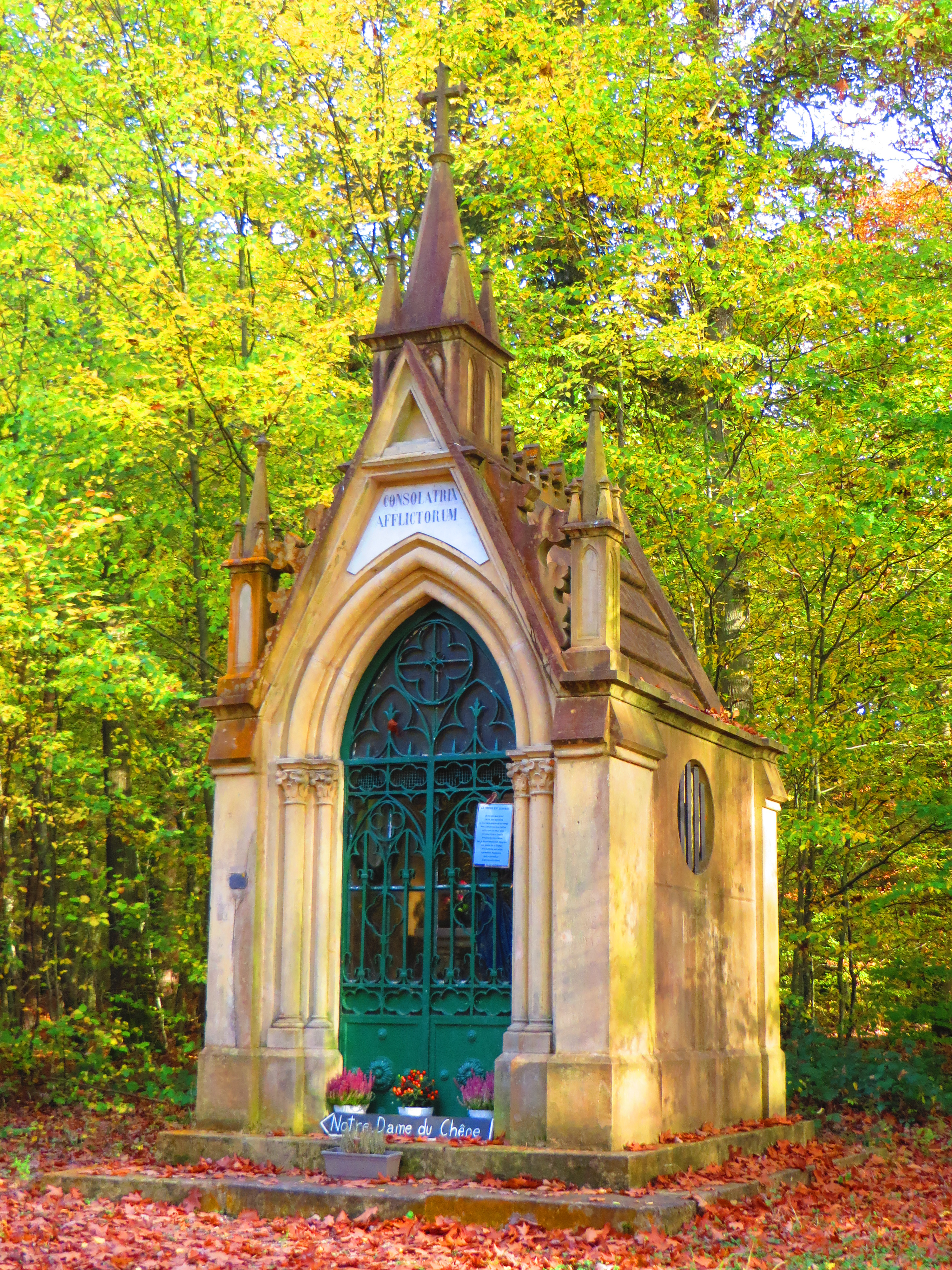
Waldkapelle Notre-Dame-du-Chêne

Hémilly (deutsch Heming, lothringisch Hemly) ist eine französische Gemeinde mit 143 Einwohnern (Stand 1. Januar 2022) im Département Moselle in der Region Grand Est (bis 2015 Lothringen).

## Geographie
Die Gemeinde liegt etwa 25 Kilometer östlich von Metz, 14 Kilometer südlich von Boulay-Moselle (Bolchen)  und sieben Kilometer westnordwestlich von Faulquemont (Falkenberg). Das Gemeindegebiet ist größtenteils von dem  Forêt de Rémilly (Staatsforst Remilly) bewaldet, südlich des Ortes liegt das Gehöft Galonnier (Gallenhof).

## Geschichte
Ältere Ortsbezeichnungen sind Ollenanges (1316), Omanges (1594), Homlange und Heming (1756), Hemming (1766) und Hemly. Die Ortschaft gehörte früher zum Herzogtum Lothringen im Heiligen Römischen Reich. Im Mittelalter lag der Ort noch auf deutschem Sprachgebiet und wurde damals als Hemming erwähnt, ist aber mittlerweile seit Jahrhunderten frankophon. 1766 wurde die Ortschaft zusammen mit Lothringen von Frankreich annektiert.
Durch den Frankfurter Frieden vom 10. Mai 1871 kam das Gebiet an das deutsche Reichsland Elsaß-Lothringen, und das Dorf wurde dem Kreis Bolchen im Bezirk Lothringen zugeordnet. Französisch blieb aber Amts- und Umgangssprache. Die Dorfbewohner betrieben Getreide- und Tabakbau sowie Viehzucht und verrichteten teilweise Waldarbeiten.
Nach dem Ersten Weltkrieg musste die Region aufgrund der Bestimmungen des Versailler Vertrags 1919 an Frankreich abgetreten werden. Im Zweiten Weltkrieg war die Region von der deutschen Wehrmacht besetzt, und der Ort stand bis 1944 unter deutscher Verwaltung.
Der Ort trug 1915–1918 und 1940–1944 den Namen Hemelich.

### Bevölkerungsentwicklung
| Jahr      | 1962 | 1968 | 1975 | 1982 | 1990 | 1999 | 2007 | 2019 |
| Einwohner | 124  | 102  | 80   | 102  | 113  | 148  | 146  | 141  |